# ビームシールド
ビームシールド (Beam Shield) とは、SF上の架空の兵器。発生機構は作品によって様々だが、おおむねプラズマ化された粒子を展開することやビームを放射することにより、防御力を得るシールド（盾）である。本項目では特にガンダムシリーズに登場するビームシールドについて記述する。
ガンダムシリーズのうち、モビルスーツ (MS) に装備されているものは盾に酷似した形状であるが、艦船に搭載されているものは艦船全体を覆うような形状のものも存在する。
作品系列上ではアニメ映画『機動戦士ガンダムF91』（1991年）に初登場した。以下は劇中での設定である。

## ガンダムシリーズ（宇宙世紀）
宇宙世紀 (U.C.) におけるビーム・シールドは、ビームを盾状に展開した攻防一体の装備であり、エネルギー消費が高い兵装として扱われる。このため、作中ではU.C.0110年頃に開発された第二期MSにおいて、ようやく実用化している。装甲板式シールドと比較し、センサー系への悪影響や発光による被発見率の上昇といったデメリットはあるものの、きわめて高い防御力と取り回しの良さにより、第二期MSの標準装備となっている。
ビーム・シールドのビーム障壁はビーム・サーベルのビーム刃と同じで、高エネルギー状態のミノフスキー粒子（メガ粒子ではない）をIフィールドによって形成している。ビームの生成・加速・圧縮を一つの装置で行うシステムはνガンダムのフィン・ファンネルで確立されており、シールドとビーム双方の状態を同時に展開させる技術からビーム・シールドは生まれた。ビーム・サーベルを平面上に展開したと言える装備で、ビーム・サーベルと比較してより高度なIフィールド技術を要する。ビームの場を展開することにより、Iフィールドよりも効率よくメガ粒子を防ぐ装備であり、防御に使用する際以外はデッドウェイトになるシールドを携行せずに済むため、機体の機動性向上にも寄与する。
実体弾による攻撃は展開したビームで破壊し、ビーム攻撃はIフィールドによる斥力で弾き返すため、実弾とビームの両方を防ぐことを可能としているが、防御能力は展開状態のシールドのビームの強度やビームを連続展開するための出力に依存することから、その防御能力を超えるような攻撃は防げない。なお、発生装置本体が破壊された場合はビーム障壁も消失するためシールドの弱点となるが、一見無防備に見える発生装置本体も砲弾や爆風による攻撃で容易に破損しないよう、ある程度の強度は担保されている。
また、ブロック単位で分割されているため、必要な箇所にだけビーム・シールドを形成することも可能であり、ビーム障壁を部分的に消して「銃眼」を形成する場面もたびたび描かれている。エネルギー切れやブロックの破壊がない限り、何度でも展開できるほか、出力の調整によってビーム障壁の展開範囲やビーム障壁の防御圧の調整が可能で、エネルギーの消耗は激しいが一時的に展開範囲を広くして防御範囲を広げる、ビーム障壁に出力を集中して防御圧を上げることで巡洋艦のメガ粒子砲クラスのビームを防ぐ、逆にシールドの展開範囲を抑えることでエネルギー消費を抑えるといった、柔軟な運用が可能である。機体にフィードバック回路を有するため、取り回し中に本体と接触する箇所は自動的にカットされる。
ビーム展開時には、発生装置本体の上面にもビーム形成用の力場を利用したIフィールド力場が形成され、ビームを防ぐ能力を持つ。発生装置本体への直接攻撃は、Iフィールドの影響を突破できる出力のビーム・サーベルやIフィールドの影響を受けない物理兵装などを用いる必要があるが、MSなどの高速で移動する目標の発生装置本体を狙った直接攻撃は、白兵戦以外では非常に難しくなっている。さらにヴィクトリーガンダム（Vガンダム）などの後年のMSでは、発生装置への被弾率を下げるため発生装置の小型化が進み露出面積が下げられているため、より直接攻撃を受けにくくなっている。描写としては、Vガンダムのシールドが破壊されるシーンが1度にとどまる。
一方、エネルギー消費の高さから従来式よりも高出力なジェネレーターが必要となり、第五世代以前のMSでは装備に至らなかった。第四世代MSには8,000kW級のジェネレーター出力を誇る機体も存在したが、ビーム兵器や推進器に割り振るエネルギーが大きいこと、パワーウェイトレシオが（第二期MSと比較して）小さいことなどから、仮にビーム・シールドを装備しても十全に稼働させることは難しかった。だが、第二期MSは新型熱核反応炉の採用と機体そのものの小型軽量化により、パワーウェイトレシオが格段に向上しており、余裕をもってビーム・シールドの稼働を可能とした。
このビーム・シールドの実現でMSは運用の仕方によっては要塞からの砲撃すらも防御できる強力な防御力を持つようになり、それまでのMS戦の敵機からのビームによる射撃を避けることに重点を置いた戦闘方法からMS戦は白兵戦が主流となっていった。ビーム・シールドは自機を接触させないよう、先に力場を形成してビームを展開するため、使用の際にはタイムラグが発生する。これはMSの機動性によって補うことも可能であったが、ザンスカール戦争期においてはMSの高出力化が進んだことから、このタイムラグを突かれて破壊されるケースも見られた。
ビーム・シールドは後にMSだけでなく戦闘用宇宙艦艇の防御兵装としても採用され、艦船向けの大型として主に艦首に装備されており、艦船同士の正面からの撃ち合いに対しての防御能力が向上した。さらには、単純な防御兵装としてだけでなく防塵対策や大気圏突入時の空力加熱の軽減装置としても一般化しており、U.C.0153年にはスペースデブリからの防護を主目的として非戦闘用のスペースシャトルにさえ装備されている。また、ザンスカール帝国によってミノフスキー・クラフト技術との融合を経て、ビーム・ローターが開発されている。

## ガンダムシリーズ（コズミック・イラ）
コズミック・イラにおけるビームシールドについては、陽電子リフレクターを参照。

## ガンダムシリーズ（西暦）
西暦におけるビームシールドについては、GN粒子によるバリアの一種であるが、それ自体が攻撃力を有するものとして扱われる。